# 가미쓰촌 (효고현)
가미쓰촌(神津村)은 1889년부터 1947년까지 존재했던 효고현 가와베군의 촌이다. 현재의 이타미시 동부에 해당한다.

## 역사
- 1889년 4월 1일 - 정촌제 시행에 수반해 가와베군 가미쓰촌이 성립하였다.
- 1947년 3월 1일 - 이타미시에 편입해, 동일 가미쓰촌은 폐지되었다.

## 오아자
특기 외에는 정촌제 시행 전의 구촌의 이름을 계승. 대부분이 이타미시의 촌 이름이나 오아자(大字)로 계승되고 있다.
- 히가시쿠와즈(東桑津)
- 니시쿠와즈(西桑津)
- 시모가와라(下河原)
- 오사카덴(小阪田)
- 이와야(岩屋)
- 구치사카이(口酒井)
- 모리모토(森本)

## 교통
전쟁 전에 오사카 국제공항의 전신인 오사카 제2비행장이 건설되어 전쟁 중에는 마을 면적의 절반 이상을 차지하게 되었다. 이로 인해 히가시쿠와즈, 오사카덴 두 지역이 무인화되었다.

### 철도
촌내에는 통하지 않았다. 가장 가까운 곳은 이나가와 강 건너편에 있는 국철 후쿠치야마선 이타미역과 기타이타미역이다.  